# Roy Gates
Roy Gates, artiestennaam van Roy Poortmans, is een Nederlandse dj en producer. Naast het produceren voor anderen maakt Roy ook eigen werk.

## Biografie
Samen met producer John Marks (artiestennaam voor John Dirne) produceerde hij de singles Revolution voor Mental Theo, The game voor Dj Galaga, It's a shame voor Oliviya, en You voor Level 2 ft. Dexx.
In 2004 produceerde het duo onder de naam Team X de single Your smile 2004, een remix van een grote hit van Charly Lownoise & Mental Theo.
Begin oktober 2004 maakte Roy een remix van John Mark's Don't stop. Vanwege het grote succes van dit nummer bracht Roy zijn eerste echte eigen single op de markt: How deep.
De opvolger On my way werd in het voorjaar van 2005 een bescheiden hitje.

## Discografie

### Singles
| Single met eventuele hitnotering(en) in de Nederlandse Top 40 | Datum van verschijnen | Datum van binnenkomst | Hoogste positie | Aantal weken | Opmerkingen                                           |
| ------------------------------------------------------------- | --------------------- | --------------------- | --------------- | ------------ | ----------------------------------------------------- |
| How deep                                                      | 2004                  | 11-12-2004            | tip4            | -            | Nr. 46 in de Single Top 100 / Dancesmash op Radio 538 |
| On my way                                                     | 2005                  | 23-04-2005            | tip13           | -            | Nr. 41 in de Single Top 100                           |
| We rock together                                              | 2005                  | 08-10-2005            | tip4            | -            | Nr. 36 in de Single Top 100                           |
| Lose myself                                                   | 2006                  | 29-04-2006            | 37              | 2            | Nr. 26 in de Single Top 100 / Dancesmash op Radio 538 |
| Midnight sun                                                  | 2006                  | 25-11-2006            | 35              | 4            | Nr. 37 in de Single Top 100 / Dancesmash op Radio 538 |
| Radio 538 Queensday Anthem 2007                               | 2007                  | -                     |                 |              | Nr. 33 in de Single Top 100                           |
| Take u down                                                   | 2007                  | 19-05-2007            | tip15           | -            | Nr. 51 in de Single Top 100                           |
| On my way 2007                                                | 2007                  | -                     |                 |              | Nr. 87 in de Single Top 100                           |
| Hey                                                           | 2007                  | 24-11-2007            | tip2            | -            | Nr. 48 in de Single Top 100                           |
| Come alive                                                    | 2008                  | -                     |                 |              | Nr. 100 in de Single Top 100                          |
| The world is spinning                                         | 2008                  | 12-04-2008            | tip5            | -            | Nr. 27 in de Single Top 100                           |
| One touch                                                     | 2008                  | -                     |                 |              | Nr. 17 in de Single Top 100                           |
| I am the music                                                | 2010                  | 08-05-2010            | tip15           | -            | Nr. 96 in de Single Top 100                           |
| Freeze                                                        | 2010                  | 01-01-2011            | tip12           | -            |                                                       |